# Miguel José Asurmendi Aramendia
Miguel José Asurmendi Aramendia SDB (ur. 6 marca 1940 w Pampelunie, zm. 9 sierpnia 2016 tamże) – hiszpański duchowny katolicki, biskup Vitorii w latach 1995–2016.

## Życiorys
Święcenia kapłańskie otrzymał 5 marca 1967.

## Episkopat
27 lipca 1990 papież Jan Paweł II mianował go biskupem ordynariuszem diecezji Tarazona. Sakry biskupiej udzielił mu ówczesny nuncjusz w Hiszpanii – abp Mario Tagliaferri.
8 września 1995 został przeniesiony do diecezji Vitoria.
8 stycznia 2016 przeszedł na emeryturę, a jego następcą został ogłoszony ksiądz Juan Carlos Elizalde.